# Titkosszolgálat
A titkosszolgálat az államok érdekeinek védelmében, titkos eszközökkel dolgozó állami szervezetek összefoglaló elnevezése. Feladataik közé tartozik elsősorban az információszerzés az adott állam ellen irányuló, külső és belső titkos tervekről és cselekedetekről, a potenciális ellenfelek stratégiai és gazdasági helyzetének titkairól. Az információszerzés mellett gyakran titkos, úgynevezett aktív intézkedéseket is végeznek az ellenfél helyzetének hátrányos befolyásolása érdekében. Ezek sajtóbotrányok keltésétől akár robbantásokig vagy célzott likvidálásokig is terjedhetnek.

## A titkosszolgálatok fajtái
A titkosszolgálatok a kémkedés ősi mesterségéből alakultak ki. A modern titkosszolgálatok a 19. században jelentek meg és a 20. századra fejlődtek ki a világ számos országában.
A modern titkosszolgálatok tevékenységének részleteit, főképpen külső együttműködőiket a szakma szabályai szerint titokban kell tartaniuk feletteseiktől, kormányaiktól is, különösen demokratikus államokban, ahol a kormányok gyakran változhatnak. A kormányok viszont nehezen tűrik a titkosszolgálatok viszonylag nagy függetlenségét e téren. Ezért is gyakori, hogy a nagyhatalmak több párhuzamos titkosszolgálatot is működtetnek, a munkamegosztás mellett részben annak érdekében is, hogy e szolgálatok információit egymással szemben is lehessen ellenőrizni. (A KGB és a GRU az egykori Szovjetunióban, a Gestapo és az Abwehr a hitleri Németországban. Az Egyesült Államokban a „Hírszerző Közösség” 17 különböző szervezetből áll.)
A titkosszolgálatok leggyakoribb felosztásai kétfélék. Az egyik a külső és a belső feladatokat ellátó szervezetek megkülönböztetése: hírszerző szolgálatok (Magyarországon például az Információs Hivatal, az Egyesült Államokban CIA, Nagy-Britanniában az MI6), és biztonsági szolgálatok, mint a (kém)elhárítás (Magyarországon az Alkotmányvédelmi Hivatal, az Egyesült Államokban az FBI, Nagy-Britanniában az MI5), illetve a belső elhárító szolgálatok, amelyeknek különösen a diktatúrákban van nagy szerepe a belső ellenzék elleni elhárító tevékenységben. (Politikai rendőrség, (Államvédelmi Hatóság (ÁVH), KGB, Gestapo, Securitate). Demokratikus államok is végeznek – korlátok között, alkotmányvédelmi jelleggel – ilyen tevékenységet, de általában egy szervezetben a kémelhárítással.
A titkosszolgálatok másik felosztása a katonai jellegű szervezeteket különbözteti meg (például Magyarországon a Katonai Biztonsági Hivatal, a Szovjetunióban, illetve Oroszországban a GRU, az Egyesült Államokban a DIA) a „polgári” jellegű szervezetektől (KGB, CIA, Alkotmányvédelmi Hivatal). A katonai szervezetek fő tevékenysége általában külföldre irányul, de gyakran ezek látják el a hazai katonai kémelhárítást is.

## Magyar titkosszolgálatok
- Alkotmányvédelmi Hivatal (AH)
- Információs Hivatal (IH)
- Nemzetbiztonsági Szakszolgálat (NBSZ)
- Katonai Nemzetbiztonsági Szolgálat (KNBSZ)
- Terrorelhárítási Információs és Bűnügyi Elemző Központ (TIBEK)

## A titkosszolgálatok állománya
A titkosszolgálatok számára a hivatásos állományuk mellett a legfontosabb a céljaiknak megfelelő közegben tevékenykedő, tőlük eredetileg független személyek beszervezése. Feladataikat a titkosszolgálatok az esetek nagy többségében csak ilyen együttműködők révén tudják megoldani.

### Hálózat
A titkosszolgálatokkal együttműködők sokaságát a szakmai zsargonban hálózatnak nevezik, annak ellenére, hogy tagjai csak kivételes esetekben ismerhetik egymást. A hálózat a korabeli definíció szerint a titkosszolgálattal szervezetszerűen és titkosan, konspiráltan együttműködő külső segítők összessége. A hálózat tagjai tudatosan, beszervezés útján válnak a szolgálat segítőivé. 
A hálózat tagjain kívül a titkosszolgálatok és tagjaik lazább kapcsolatokat is kialakítanak a tevékenységükkel összefüggésben a társadalom különböző köreiben. Ezek közül például igen fontosak a hivatali kapcsolatok, amikor az államigazgatás különböző szintjein elhelyezkedő vezetők és beosztottak hivatalból, saját munkájukkal összefüggésben, tudatosan nyújtanak segítséget a biztonsági szolgálatok és tagjaik számára. Más kapcsolatok gyakran nincsenek tisztában azzal, hogy titkosszolgálati személyeknek, szervezeteknek nyújtanak kisebb-nagyobb támogatást.

## Terminológiai kérdések
A titkosszolgálatok elnevezései is hagyományosan sokfélék és megtévesztők, de leggyakrabban szerepel bennük az utalás a biztonságra, információra, védelemre. A diktatúrákban régebben általában az állam védelmét (például az Államvédelmi Hatóság), biztonságát (például a KGB) helyezték előtérbe az elnevezésben, a demokratikus országokban ehelyett gyakrabban a nemzet védelme, biztonsága szerepel (például a Nemzetbiztonsági Szakszolgálat).
A titkosszolgálatok hivatásos tagjai gyakran katonai rendfokozatokat viselnek, mind a katonai, mind az úgynevezett polgári szolgálatok esetében. Magyarország állampárti korszakában a katonai titkosszolgálat a honvédség, a polgári a rendőrség része volt, szovjet mintára, csakúgy, mint a szövetséges szocialista országokban. Más országokban ezek a szolgálatok általában függetlenek a hadseregtől és a rendőrségtől, de belső használatra gyakran hozzájuk hasonló vagy azokkal azonos rendfokozatokat alakítanak ki.

### Az ügynök szó jelentése
A titkosszolgálatok hivatásos tagjait az Egyesült Államokban ügynöknek (agent) nevezik. Ez az elnevezés az amerikai angolból az utóbbi évtizedben beszivárgott magyar nyelvbe is, ami sok értelmezési zavart okoz. Hagyományosan ugyanis magyarul a titkosszolgálat hivatásos tagjai, tisztjei által beszervezett külső személyeket hívták ügynöknek. Ez a helyzet a brit angolban is: a brit hírszerzés, a Secret Intelligence Service (régi, de a mindennapokban ma is használt nevén MI6) hivatásos munkatársainak hivatalos elnevezése officer, a beszervezett, főleg külföldi hálózati személyeké agents. Ugyanakkor a szigetországi köznyelvben is egyre inkább terjed az amerikai szóhasználat. Az ügynök szónak a magyarban meglehetősen pejoratív hangzása is volt, ezért hivatalosan kerülték is, inkább különböző eufemizmusokkal írták körül, mint „titkos munkatárs”; „megnyert személy”, és hasonlók. (Az amerikai angolban egyébként a hasonló pozícióban lévő személyeket „forrásnak” – source – vagy asset-nek nevezik.) A „tiszt” szó a köznyelvben sokkal kedvezőbb csengésű volt. A rendszerváltás után a sajtóban, tömegtájékoztatásban ezért a korábbi titkosszolgálatok hivatásos tagjait is tiszt helyett ügynöknek nevezték, ha negatív benyomást akartak kelteni, mint Medgyessy Péter emlékezetes ügyében (D-209-es „ügynök”, tulajdonképpen szigorúan titkos állományú hivatásos tiszt). A későbbiekben az amerikai nyelvhasználat alapján egyre inkább elmosódott az ügynök szó pejoratív jelentése, de a hivatásos állomány és a beszervezett személyek elnevezései közötti keveredés fennmaradt.

### Hírszerzés, kémkedés, felderítés
Esetenként félreértést tükröz a hírszerzés és a kémkedés megkülönböztetése is. Fontos látni, hogy ezek szinonimák; a kémkedés pejoratív hangzása miatt azonban a „saját oldalra” ezt a szót általában nem használják. Másrészt az újkori nagy szervezetek vezetőire, vagy olyan tagjaira, akik nem végeznek „terepmunkát”, nem is illik ez a szó. Célszerű tehát a kém szót és származékait csak a 19. század előtti hírszerzőkre használni.
Hasonlóképpen keveredik gyakran a hírszerzés és a felderítés szó használata. Az esetek többségében a két szó jelentése azonos vagy közelálló, de a katonai felderítés értelmében lényeges különbségek is vannak. Ebben az esetben a felderítés nem csak az ellenfél titkainak megszerzésére irányuló tevékenység, hanem a katonai tevékenységhez szükséges földrajzi, időjárási és egyéb nyíltnak tekinthető, de az adott helyzetben nehezen hozzáférhető adatok beszerzése is.
Egyes szakszövegek belső és külső hírszerzésről is beszélnek, ebben az esetben a belső hírszerzés megfelel a máshol (kém)elhárításnak vagy belső elhárításnak nevezett tevékenységnek. Gyakran keveredik a belső elhárítás és a belbiztonsági tevékenység fogalma is. Az előbbi a hivatalos szóhasználatban az alkotmányos rend elleni szervezkedések felszámolására irányuló tevékenység, az utóbbi pedig a fegyveres testületeken belüli bűncselekmények feltárására irányuló titkosszolgálati jellegű munka, mint a magyar Nemzeti Védelmi Szolgálat tevékenysége.

## A titkosszolgálatok tevékenységének dokumentációja, irodalma
A nemzetközileg fontosabb hírszerző és biztonsági szolgálatok általában jelentős befolyást gyakoroltak és gyakorolnak nem csak a saját országuk történelmére, hanem bizonyos fokig a világtörténelem alakulására is, bár a nagy nemzetközi konfliktusok végkifejletét mindig az alapvető erőviszonyok, és nem a titkosszolgálatok ilyen vagy olyan húzásai döntik el. Jelentős történelmi szerepük ellenére a titkosszolgálatok dokumentációi általában ténylegesen titokban maradnak, gyakran akár végleg is, mint a brit vagy a volt szovjet szolgálatok iratai. Ennek oka a titkosszolgálatoknak a nyilvánosságtól való irtózásán kívül főleg az, hogy a látszólag teljesen elavult ügyekből is leszűrhetők olyan következtetések, amelyek az ellenérdekelt feleknek segítséget nyújthatnak az adott titkosszolgálat eszközeinek, módszereinek elemzésére. Azt is szem előtt kell tartani, hogy a titkosszolgálatokról mégis megjelenő tények és adatok általában engedéllyel kerülnek nyilvánosságra, és megszövegezésüknél legtöbbször közreműködnek az adott szervezet szakértői is, felügyelve arra, hogy az írás ne sértse érdekeiket, viszont lehetőleg rossz színben tüntesse fel az ellenfelet. Az úgynevezett ügynöklisták nyilvánosságra hozatalának egyik fontos akadálya is az, hogy az aktuálisan működő titkosszolgálatok számára az ilyen közzététel végletesen megnehezítheti a tevékenységükhöz egyébként elengedhetetlenül szükséges új közreműködők beszervezését, mivel az érintettek láthatják, mi történhet velük.